# Szurdże Barugh
Szurdże Barugh – wieś w Iranie, w ostanie Azerbejdżan Zachodni, w szahrestanie Mijandoab. W 2006 roku liczyła 210 mieszkańców.